# Stormjagen

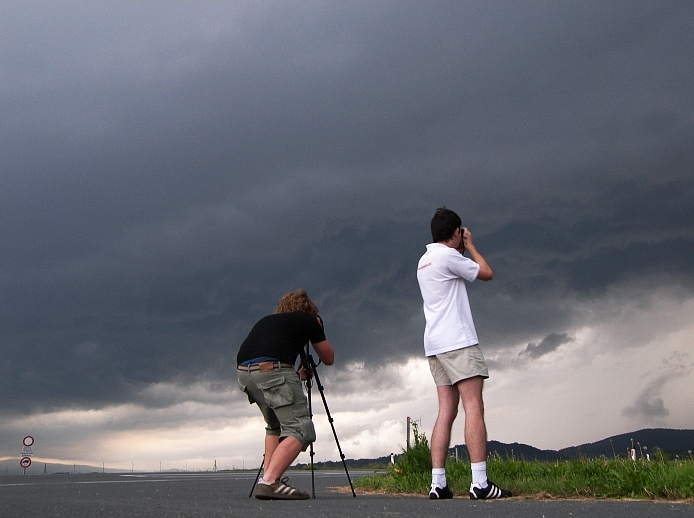
stormjagers in Oostenrijk

Stormjagen is het volgen van extreme weersomstandigheden zoals onweer, tornado's en stormen vanwege (maar niet beperkt tot) sensatie, nieuwsgierigheid, voor wetenschappelijk onderzoek of vanwege de nieuwswaarde. Vooral in de Verenigde Staten is stormjagen een begrip. Vanwege het grote aantal tornado's wordt er op stormen gejaagd door meteorologen, verslaggevers en fotografen alsmede door enthousiastelingen.
In Nederland en België wordt het vooral als hobby beoefend en jaagt men vooral op onweer.